# 恩替卡韦
恩替卡韋（英語：entecavir）以商品名稱Baraluc（博路定）於市面上銷售，是一種抗病毒藥物，用於治療B型肝炎病毒感染。對於同時患有愛滋病和B型肝炎的患者，也應同時施用抗反轉錄病毒藥進行治療。恩替卡韋以片劑或溶液形式，經口服方式給藥。
使用後常見的副作用有頭痛、噁心、高血糖和腎功能降低。嚴重的副作用有肝腫大、乳酸性酸中毒以及停藥後出現肝炎。為前述可能發生的嚴重副作用，美國食品藥物管理局（FDA）要求於藥物標籤中加上黑框警告。雖然個體於懷孕期間使用似乎不會對於胎兒造成任何危害，但此方面尚未有充分研究，仍須謹慎。恩替卡韋是逆轉錄酶抑制劑 (NRTI) 藥物家族中的一種。它透過阻斷反轉錄酶來防止B型肝炎病毒繁殖而發揮作用。
恩替卡韋於2005年獲准用作醫療用途。它已被納入世界衛生組織基本藥物標準清單之中。市面上有其通用名藥物流通。

## 醫療用途
恩替卡韋主要用於治療成人和兩歲及以上兒童，具有活躍病毒複製且肝功能異常之慢性B型肝炎患者。它也用於預防肝臟移植後發生的B型肝炎病毒的再感染，以及治療同時感染B型肝炎病毒的愛滋病患者。雖然恩替卡韋對愛滋病具有較弱的治療活性，但在無完全抑制性抗反轉錄病毒治療下，不建議單獨使用恩替卡韋於愛滋病/B型肝炎共感染患者。因為單獨使用恩替卡韋可能會選擇性地導致艾滋病病毒對拉米夫定和恩曲他濱（兩者皆為抗反轉錄藥物）產生抗藥性。
恩替卡韋的療效已經多項隨機、雙盲、多中心試驗的研究中證實。口服形式的恩替卡韋是有效且使用者耐受性良好的藥物。

### 懷孕時期與母乳哺育時期使用
目前尚無對此充分且良好對照研究，相關個體在使用時應謹慎。

## 副作用
大多數使用恩替卡韋的個體幾乎沒副作用發生。如果有的話，最常見的是頭痛、疲勞、頭暈和噁心。較不常見的副作用有失眠和消化道症狀，如胃酸過多、腹瀉和嘔吐。
嚴重副作用有乳酸性酸中毒、肝毒性、肝腫大和脂肪肝。
化驗室檢查可能顯示使用者的麩丙轉胺酶 (ALT) 升高、血尿、糖尿和脂酶升高。建議使用者定期進行肝功能和血液學監測。

## 作用機轉
恩替卡韋是一種核苷類似物，或更具體而言，是一種脫氧鳥苷類似物，屬於一類碳環核苷，在病毒複製過程中將反轉錄、DNA複製和轉錄抑制住。其他的核苷和核苷酸類似物有拉米夫定、替比夫定、阿德福韋和替諾福韋。
恩替卡韋可透過降低B型肝炎病毒繁殖和感染新細胞的能力來減少血液中B型肝炎病毒的數量。

## 給藥
恩替卡韋是供口服使用的片劑或溶液。使用劑量取決於人的體重。建議2歲以上、體重超過30公斤的兒童方可使用，在飯前或飯後至少2小時空腹時服用，且儘量在每天同一時間服用。 2歲以下兒童不宜使用。也建議腎功能下降的人要調整劑量。

## 藥物發展歷史
- 1992年：此藥物最初源自施貴寶（必治妥施貴寶藥廠的前身之一）開發抗皰疹病毒計畫（藥物代號SQ-34676）中的一項。[17]
- 1997年：比治妥施貴寶（簡稱BMS）開發的一種抗病毒核苷類似物（藥物代號BMS 200475），在細胞株中顯示出對B型肝炎病毒、HSV-1（一種DNA病毒，常見於引起唇皰疹）、HCMV（一種DNA病毒，屬於β型皰疹病毒）、VZV（一種DNA病毒，引起水痘和帶狀皰疹）具有活性，而對愛滋病毒或流行性感冒病毒幾乎沒活性。[18]
- BMS 200475及其衍生化合物在HepG2.2.15細胞株（一種經過基因工程改造的肝癌細胞株）中顯示出對B型肝炎病毒具優越活性，促使研究人員進一步研究。[18]
- 由於該化合物是鳥嘌呤核苷類似物，因此被證明是B型肝炎病毒更具選擇性的有效抑制劑。[19]
- 1998年：該化合物與多種核苷類似物 - 三磷酸酯（英语：Trimethyl phosphate）（NAs-TP）相比，在in vitro（體外）證明對肝炎病毒聚合酶具抑制作用。[20]
- 代謝研究顯示該化合物更容易被磷酸化，而轉化為具有生物活性的三磷酸形式。[21]
- 對美洲土撥鼠慢性B型肝炎模型進行3年的治療，顯示出該化合物持續的抗病毒和延長壽命的功效，且未檢測到耐藥性出現。[22]
- 體外研究該化合物對拉米夫定耐藥B型肝炎病毒具抑制作用。[23]
- 該化合物在體內對HBeAg（B型肝炎病毒表面抗原）陽性及陰性患者均較拉米夫定具有更優越的活性[24][25]
- 該化合物對使用拉米夫定治療無效的B型肝炎患者具有較佳的治療效果。[26]
- 恩替卡韋於2005年3月獲得FDA批准用作醫療用途。[27]

### 專利資訊
比治妥施貴寶是恩替卡韋（商品名稱Baraclude）在美國和加拿大的原始專利持有者。Baraclude的專利於2015年到期。此藥物專利權是比治妥施貴寶（專利所有者）和梯瓦製藥(美國)（通用名藥物製造商）在美國發生訴訟的焦點。這起訴訟經由美國聯邦巡迴區上訴法院審理，最終因該專利所涉及的技術在當時已屬眾所周知，法院認定其為顯而易見，並於2014年6月宣布專利無效，此判決在製藥產業引發不小關注。
梯瓦製藥(美國)於2014年8月獲得FDA批准，將Bararude0.5毫克和1毫克片劑的通用名藥物上市，印度藥廠Hetero Drugs生產的通用名藥物於2015年8月21日獲得FDA批准上市，另一大型印度藥廠Aurobindo Pharma生產的通用名藥物於2015年8月26日獲得FDA批准上市。